# Giorgio Morandi
Giorgio Morandi (20. července 1890 Bologna – 18. června 1964 Bologna) byl italský malíř a grafik, který se proslavil především svými zátišími. V letech 1908 až 1913 studoval uměleckou školu Accademia di belle arti ve svém rodném městě. Roku 1930 se na stejné škole stal profesorem kresby. Nikdy se neoženil a žil v Boloni společně se svými sestrami až do smrti. Byl silný kuřák a zemřel na rakovinu plic.